# Udo Köster
Udo Köster (* 1945 in Lenzkirch) ist ein deutscher Germanist.

## Leben
Er studierte Germanistik, Philosophie und Soziologie an den Universitäten Freiburg im Breisgau, München und Berlin (FU). Nach der Promotion in Berlin 1970 und der Habilitation in Hamburg 1977 lehrte er dort von 1977 bis 2010 als Professor für Deutsche Literaturwissenschaft.
Seine Schwerpunkte sind Bauernaufklärung (18./19. Jahrhundert), Vormärz, Literatur und Gesellschaft im Kaiserreich und Wiener Moderne.

## Schriften (Auswahl)
- Literarischer Radikalismus. Zeitbewußtsein und Geschichtsphilosophie in der Entwicklung vom Jungen Deutschland zur Hegelschen Linken. Frankfurt am Main 1972, ISBN 3-7610-4614-6.
- Die Überwindung des Naturalismus. Theorien und Interpretationen zur deutschen Literatur um 1900. Hollfeld 1979, ISBN 3-921202-59-0.
- Literatur und Gesellschaft in Deutschland 1830–1848. Die Dichtung am Ende der Kunstperiode. Stuttgart 1984, ISBN 3-17-008359-7.
- Literatur im sozialen Prozess des langen 19. Jahrhunderts. Zur Ideengeschichte und zur Sozialgeschichte der Literatur. Frankfurt am Main 2015, ISBN 3-631-65894-X.